# Bruce Allmächtig
Bruce Allmächtig (Originaltitel Bruce Almighty) ist eine Filmkomödie des Regisseurs Tom Shadyac aus dem Jahr 2003 mit Jim Carrey in der Hauptrolle.

## Handlung
Bruce Nolan ist ein unzufriedener Fernsehreporter bei einem Lokalsender in Buffalo und berichtet für Channel 7 Eyewitness News von alltäglichen Ereignissen vor Ort. Da der bisherige Anchorman der Haupt-Nachrichtensendung in Ruhestand geht, rechnet Bruce damit, dass er sein Nachfolger wird. Kurz vor einer einmaligen Live-Berichterstattung erfährt er jedoch, dass sein Kollege Evan Baxter den Job erhält. Er rastet während der Übertragung aus und wird daraufhin entlassen.
Nach einer Reihe weiterer Tiefschläge macht er Gott dafür verantwortlich, dass sein Leben nicht so läuft, wie er es sich vorstellt. Der jüdisch-christliche Gott tritt mit ihm tatsächlich in Kontakt, indem er ihm eine Telefonnummer auf seinen Pager sendet und ihn zu einer Adresse schickt, wo man ihm einen Job anbietet, nämlich den von Gott persönlich. Ihm werden daraufhin alle Fähigkeiten von Gott übertragen, während dieser Urlaub macht. Für Bruce gibt es nur zwei Regeln: Er darf niemandem sagen, dass er Gott ist, und er kann den freien Willen der Menschen nicht beeinflussen.
Bruce nutzt seine neu gewonnenen Kräfte für sich aus, indem er sein altes Auto (einen Datsun 280Z) in einen neuen Saleen S7 Sportwagen verwandelt und für einen romantischen Abend mit seiner Freundin Grace den Mond näher zur Erde rückt. Um beruflich mehr Erfolg zu haben, demütigt er seinen Rivalen Evan vor laufender Kamera, lässt die Leiche von Jimmy Hoffa finden und einen Meteoriten während einer laufenden Reportage einschlagen. Da er bei seinen Sensationsberichten immer als einziger mit Kamera vor Ort ist und exklusiv berichten kann, nennt man ihn bald Mr. Exclusive.
Doch langsam wächst Bruce seine Göttlichkeit über den Kopf. Da er alle ihn erreichenden Gebete mit Ja beantwortet, gewinnen tausende von Menschen gleichzeitig im Lotto, was zu niedrigen Gewinnquoten und wütenden Protesten führt. Der Meteoriteneinschlag führte zu Stromausfällen und der veränderte Mond zu Überflutungen. Schließlich verlässt ihn auch noch seine Freundin.
Letztendlich setzt bei Bruce der Läuterungsprozess ein, der damit endet, dass er auch als normaler Mensch seinen Arbeitsplatz und seine Freundin zurückerhält und sich mit sich selbst und seinem Leben versöhnt.

## Hintergrund
- Im Film fängt Bruce den Mond mit einem Lasso, um ihn näher heranzuziehen, was eine Anspielung auf den Film Ist das Leben nicht schön? ist, in dem die Zeichnung mit der Aufschrift „George Lassos The Moon“ vorkommt. Auch als Bruce seinen Hund dazu beeinflusst, die Fernbedienung zu betätigen, wird auf ebendiesen Film umgeschaltet und die Szene gezeigt, in welcher der Hauptdarsteller fragt, ob er den Mond mit einem Lasso vom Himmel holen solle.
- Das Bild neben Bruces Kopf, nachdem er überfallen worden ist, zeigt Nachrichtensprecher Walter Cronkite. Laut Audio-Kommentar des Regisseurs soll das Bild den „falschen Gott“ versinnbildlichen, dem Bruce folgt. Später im Film lehnt sich Bruce auf seiner Party an ein Goldenes Kalb, was den Höhepunkt seiner egozentrischen Zügellosigkeit darstellen soll.
- Der E-Mail-Dienst, den Bruce zur Abarbeitung der Gebete nutzt, trägt den Namen „Yahweh“, was einerseits an Yahoo erinnern soll, andererseits der in der Aussprache nicht gesicherte rekonstruierte Name des Gottes JHWH in der englischen Sprache ist (deutsche Schreibweise: Jahwe).
- Im Film ist kurz ein Gebet von Grace sichtbar: Man kann auf dem Monitor lesen „please guide our president’s decisions“ (Bitte leite die Entscheidungen unseres Präsidenten). Zu der Zeit war George W. Bush Präsident der Vereinigten Staaten.
- Sänger Tony Bennett hat im Film einen Gastauftritt, in dem er sich selbst spielt und den Titel „If I ruled the world“ singt.
- Der Film wurde in Ägypten verboten, weil er „islamische und andere religiöse Werte untergrabe“ und weil es „den Allmächtigen beschädige, wenn man es wagt, ihn durch einen Schauspieler zu verkörpern“.[3] Später wurde der Film in Ägypten und Malaysia ab 18 Jahren freigegeben.[4][5][6]
- „Hi-yo Silver“, der von Jim Carrey häufig verwendete Ausruf (vgl. Ace Ventura – Ein tierischer Detektiv), bezieht sich auf die in den Vereinigten Staaten allgemein bekannte Fernsehserie The Lone Ranger – Silver ist das Pferd des Helden.
- Im Film wird mehrmals ein Obdachloser gezeigt, der nicht spricht, sondern mittels Schildern kommuniziert. Am Ende erfährt der Zuschauer, dass der Obdachlose die ganze Zeit der verkleidete Gott war.
- Bei Produktionskosten von 81 Millionen US-Dollar wurden weltweit etwa 484,5 Millionen US-Dollar eingespielt. Knapp 68 Millionen US-Dollar davon wurden allein am Eröffnungswochenende in den USA erreicht.[7]
- Steve Carell, welcher in dem Film in einer Nebenrolle zu sehen ist, spielt 2007 in der Fortsetzung „Evan Allmächtig“ die gleichnamige Hauptrolle. Er trägt dabei den gleichen Namen wie in „Bruce Allmächtig“. In beiden Filmen verkörpert Morgan Freeman Gott.
- Als Bruce in seinem Auto fährt, nachdem ihm Gott übernatürliche Fähigkeiten übertragen hat, parodiert er die Filmfigur Dirty Harry von Schauspieler Clint Eastwood. In dem Dirty-Harry-Film Das Todesspiel von 1988 spielt Jim Carrey an der Seite von Clint Eastwood, wo Carrey einen drogensüchtigen Hard-Rock-Sänger verkörpert.
- Die Appartementnummer, in dem Bruce wohnt, ist 304; mit Quersumme 7 (= 3 + 0 + 4). Die  Zahl 7 im Christentum ist mit verschiedenen Bedeutungen verbunden.
- Entgegen der in US-amerikanischen Filmen üblichen Praxis, ausschließlich fiktive Nummern beginnend mit 555 zu verwenden, erscheint auf Bruces Pager in der ursprünglichen Kinofassung die reale Telefonnummer 776-2323. Diese Nummer war zum Zeitpunkt des Kinostarts in Buffalo, wo der Film sich abspielt, nicht vergeben, sehr wohl aber in anderen Vorwahlbezirken, wo sich die Besitzer zahlreichen Anrufen ausgesetzt sahen von Personen, die nach Gott fragten. Spätere Versionen, wie etwa die TV-Fassung, änderten die Telefonnummer ab.[8]

## Ausstrahlung in Deutschland
In Deutschland lief die Free-TV-Premiere am 9. April 2006 auf RTL. Diese verfolgten insgesamt 5,41 Millionen Zuschauer bei 15,3 Prozent Marktanteil, in der werberelevanten Zielgruppe waren es 27,6 Prozent Marktanteil durch 4,16 Millionen Zuschauer.

## Kritiken
„Mäßig originelle, sich zugleich hochmoralisch gebende Komödie, die dem Thema weder Tiefgang noch überzeugenden Humor abgewinnt. Auch dem Hauptdarsteller gelingt über das vertraute Grimassieren hinaus wenig.“

„Jim Carrey und Jennifer Aniston spielen in ‚Bruce Allmächtig‘ ein ganz normales Pärchen. Keine Überflieger, sondern ganz normale Menschen mit ganz normalen Problemen, die mit göttlicher Hilfe gelöst werden. Ein köstlicher Komödienspaß, der in der englischen Fassung sehr viel Wortwitz bietet.“

## Auszeichnungen
- Jim Carrey gewann 2003 einen Teen Choice Award. Jennifer Aniston und das Duo Jim Carrey und Morgan Freeman wurden in einer weiteren Kategorie nominiert.
- Jim Carrey und Jennifer Aniston wurden 2004 für den MTV Movie Award nominiert.
- Morgan Freeman gewann 2004 den Image Award und wurde für den Black Reel Award und in der Kategorie Comedy der BET Awards nominiert.

## Fortsetzung
Im Jahr 2007 erschien eine Fortsetzung mit dem Titel Evan Allmächtig, in der die Figur von Evan Baxter (gespielt von Steve Carell) die Hauptrolle übernimmt.